# Coppa CERS 1996-1997
La Coppa CERS 1996-1997 è stata la 17ª edizione dell'omonima competizione europea di hockey su pista riservata alle squadre di club. Il torneo ha avuto inizio il 22 marzo e si è concluso il 22 giugno 1997. 
Il titolo è stato conquistato dai portoghesi dell'Oliveirense per la prima volta nella loro storia sconfiggendo in finale i connazionali del Gulpilhares.
In quanto squadra vincitrice l'Oliveirense ha ottenuto anche il diritto di partecipare alla Supercoppa d'Europa 1997-1998.

## Squadre partecipanti
| Nazione    | Club            | Città               | Qualificazione                                          |
| ---------- | --------------- | ------------------- | ------------------------------------------------------- |
| Austria    | Dornbirn        | Dornbirn            | 2º nel campionato austriaco 1996                        |
| Belgio     | Royal Sunday    | Bruxelles           |                                                         |
| Francia    | Nantes          | Nantes              | 4º in Nationale 1 1995-1996                             |
| Francia    | Vaulx-en-Velin  | Vaulx-en-Velin      | 5º in Nationale 1 1995-1996                             |
| Germania   | Walsum          | Duisburg            | 2º in Rollhockey-Bundesliga 1995-1996                   |
| Italia     | Bassano         | Bassano del Grappa  | 9º in Serie A1 1995-1996                                |
| Italia     | Prato Primavera | Prato               | 6º in Serie A1 1995-1996, quarti di finale dei play-off |
| Portogallo | Gulpilhares     | Vila Nova de Gaia   | 4º in 1ª Divisão 1994-1995                              |
| Portogallo | Oliveirense     | Oliveira de Azeméis | 5º in 1ª Divisão 1994-1995                              |
| Spagna     | Flix            | Flix                | 6º in División de Honor 1995-1996                       |
| Spagna     | Piera           | Piera               | 7º in División de Honor 1995-1996                       |
| Svizzera   | Uttigen         | Uttigen             | 4º in Lega Nazionale A 1996                             |

## Risultati

### Primo turno
| Squadra 1       | Totale | Squadra 2    | Andata | Ritorno |
| --------------- | ------ | ------------ | ------ | ------- |
| Dornbirn        | 2 - 63 | Bassano      | 1 - 38 | 1 - 25  |
| Gulpilhares     | 7 - 4  | Piera        | 6 - 2  | 1 - 2   |
| Prato Primavera | 11 - 4 | Nantes       | 7 - 1  | 4 - 3   |
| Uttigen         | 15 - 3 | Royal Sunday | 6 - 1  | 9 - 2   |

### Quarti di finale
| Squadra 1      | Totale | Squadra 2       | Andata | Ritorno |
| -------------- | ------ | --------------- | ------ | ------- |
| Bassano        | 6 - 7  | Prato Primavera | 5 - 2  | 1 - 5   |
| Oliveirense    |        | Walsum          |        |         |
| Uttigen        | 5 - 17 | Flix            | 4 - 7  | 1 - 10  |
| Vaulx-en-Velin | 3 - 10 | Gulpilhares     | 1 - 1  | 2 - 9   |

### Semifinali
| Squadra 1       | Totale | Squadra 2   | Andata | Ritorno |
| --------------- | ------ | ----------- | ------ | ------- |
| Flix            | 3 - 4  | Oliveirense | 0 - 1  | 3 - 3   |
| Prato Primavera | 6 - 7  | Gulpilhares | 4 - 2  | 2 - 5   |

### Finale
| Squadra 1   | Totale | Squadra 2   | Andata | Ritorno |
| ----------- | ------ | ----------- | ------ | ------- |
| Oliveirense | 8 - 5  | Gulpilhares | 3 - 2  | 5 - 3   |